# نمل شاذ
نمل شاذ (الاسم العلمي: Anomalomyrma)، جنس نمل آسيوي من فُصيلة الحذالاوات، تم وصف الجنس في الأصل في عام 1990 مع نوعه النمطي النمل الشاذ تايلوري، استنادًا إلى ملكة مجنحة واحدة من بورنيو. لم تكن الشغالات معروفة حتى عام 2011، عندما تم وصف نوعين جديدين من شبه جزيرة ماليزيا والفلبين.

## الأنواع
- Anomalomyrma boltoni Borowiec, et al. 2011 – Cameron Highlands, شبه جزيرة ماليزيا
- Anomalomyrma helenae Borowiec, et al. 2011 – El Nido region of بالاوان, الفلبين
- Anomalomyrma taylori Bolton, 1990 – منتزه كينابالو, صباح (ماليزيا), ماليزيا